# Катрін Кюссе
Катрін Кюссе (фр. Catherine Cusset; народилася в Парижі 16 травня 1963 року) — французька письменниця-авторка бестселерів, зокрема роману «Життя Девіда Гокні» (Other Press, 2019), роману «Історія Джейн» («Simon & Schuster», 2001), та 12 інших романів, які вийшли у видавництві Éditions Gallimard між 1990 та 2018 роками. Деякі з її романів («Насолода», «Сімейна ненависть», «Сповідь скнари» і «Нью-Йорк. Щоденник одного циклу») відносять до жанру автофікшен, французького літературного напрямку, який є гібридом художньої літератури та автобіографії. Інші — більш романтичні, але всі вони мають спільні теми: сім’я, бажання та культурні конфлікти між Францією та Америкою. Вона вирізняється з-поміж своїх сучасників прямою, гострою, візуальною формою письма, позначеною впливом англосаксонських романістів.
Твори Кюссе перекладено 22 мовами (білоруською, болгарською, чеською, англійською, німецькою, грецькою, івритом, італійською, японською, мандаринською, норвезькою, перською, португальською, румунською, російською, сербсько-хорватською, словенською, іспанською, тайванською, турецькою, українською та в’єтнамською).

## Молодість та освіта
Кюссе — дочка бретонського католика та паризької єврейки. Вона є сестрою історика та філософа Франсуа Кюссе, драматурга та філософа Іва Кюссе та лікарки Софі Кюссе. Вона провела свою юність у Парижі, де навчалася у ліцеї Ла Фонтен, потім ліцеї Людовика Великого. Колишня студентка École normale supérieure, закінчила агреже, щоб стати професоркою класичної літератури.
Кюссе має два докторські ступені: один в Паризькому університеті Дідро (Париж VII), де написала дисертацію про Маркіза де Сада («Раціональність і вигадка в Історії Жюльєтти» (фр. La raison et la fiction dans L'Histoire de Juliette)), і один в Єльському університеті, де написала дисертацію про розпусний роман XVIII століття (Без завтра: Етика насолоди у французькому Просвітництві (англ. No Tomorrow: The Ethics of Pleasure in the French Enlightenment)). З 1991 по 2002 рік вона викладала французьку літературу XVIII століття в Єльському університеті, перш ніж повністю присвятити свій час написанню романів.
Останні 30 років живе в Сполучених Штатах (з перервами в Празі, 1997–1999 та Лондоні, 2011–2013), нині мешкає на Мангеттені зі своїм чоловіком-американцем і дочкою, а літо проводить у Бретані, Франція.

## Літературна кар'єра
Катрін Кюссе вийшла на французьку літературну сцену з романом «Румунська блуза» (фр. La Blouse Roumaine), який 1990 року опублікував Філіпп Соллерс у журналі «Інфіні» у видавництві Галлімар. В ньому йдеться про подружні зради француженки, яка вийшла заміж за американця. Вона думає, що може контролювати свою пригоду, але опиняється заручницею власної гри, через яку її покинули і коханець, і чоловік.
Другий роман «Цілком невинно» (фр. En toute innocence), що вийшов 1995 року, став фіналістом Prix Femina та мав великий успіх у критиків. Він від першої особи розповідає про тривоги молодої дівчини, яка хоче втратити цноту і яка тричі зустрічає смерть на своєму шляху. Коротенька книжка написана на одному диханні, з уривчастим ритмом.
Роман «Щиро ваша» (фр. À vous), що вийшов 1996 року, — це роман, натхненний персонажем Філіпа Соллерса та його філософією насолоди. Оповідачка, Марі (ім’я, яке повторюється в романах Кюссе), звертається з Америки до свого паризького духовного наставника, чия мовчанка її переслідує, чию зневагу вона уявляє, водночас намагаючись знайти спосіб остаточно з ним покінчити.
Роман «Насолода» (фр. Jouir), вийшов 1997 року, він був першим автофікшен-романом Кюссе. Через мозаїку сцен, пов’язаних із сексуальністю, «Насолода» грубою та гострою мовою малює портрет жінки, яка опинилася між силою свого бажання та страхом зради. Книжку погано сприйняли критики, коли вона вийшла, вони або проігнорували її, або жорстоко критикували.
Роман «Проблема з Джейн» (фр. Le problème avec Jane), який вийшов 1999 року,  є більш традиційною спробою Кюссе написати роман у стилі «хто це зробив?». Джейн — молода професорка престижного й вигаданого американського університету, який можна упізнати як Єльський університет. Одного разу Джейн знаходить біля своїх дверей рукопис під назвою «Проблема з Джейн». Коли вона починає його читати, то виявляє, що анонімний автор рукопису знайомий до дрібниць, аж моторошно стає, з її професійними невдачами та проблемами в шлюбі. Це історія її власного життя. Але хто автор? Колишній хлопець? Відкинутий коханець? Чоловік, з яким вона розлучилася? Ревнивий колега чи таємно закоханий? Друг? Роман схвалили читачі, він став фіналістом Премії Медічі і отримав Grand Prix des lectrices de Elle 2000 року. Було продано понад 200 000 примірників роману «Проблема з Джейн» французькою мовою. Його англійський переклад вийшов у видавництві Simon & Schuster під назвою The Problem with Jane.
Роман «Сімейна ненависть» (фр. La Haine de la mille), що вийшов 2001 року, визнали критики та Бернар Піво, який представив його на телешоу Bouillon de Culture 19 січня 2001 року, як історію успіху. Досліджуючи стосунки між матір’ю та дочкою протягом трьох поколінь, трагікомічна сімейна сага Кюссе не шкодує для читача жодних подробиць – шлюбної ночі батьків, проблем матері, пов’язаних з травленням, чи агонії бабусі в лікарні. У романі поставлено під сумнів погляд оповідачки, Марі, яка є суддею власної матері.
Роман «Сповідь скнари» (фр. Confessions d'une radine), який вийшов 2003 року, продовжив роботу Кюссе з автофікшену та самокритики з низкою кумедних і пікантних історій, які досліджують ненависть до себе, пов’язану з грошима – тему, яка може бути навіть більш табуйованою, ніж секс. Роман досліджує інстинкт, що спонукає людину заощаджувати гроші та остерігатися інших, і який перешкоджає насолоджуватися життям, замість того, щоб «витрачати, не рахуючи».
Роман «Перехресні кохання» (фр. Amours transversales), який вийшов 2004 року, повертається до романтичного духу роману «Проблема з Джейн». Наратив, побудований на чотирьох коротких оповіданнях з повторюваними персонажами, роман «Перехресні кохання» розповідає про ті кохання, які не є тими, на яких ми будували своє життя, але які не менш важливі: тимчасові, випадкові кохання, що проводять поперечну лінію через наше життя.
Після чотирьох років мовчання, роман «Блискуче майбутнє» (фр. Un brillant avenir) вийшов 2008 року та став одним із найбільших успіхів Кюссе на сьогодні. Обраний до другого раунду Премії Медічі та передостаннього раунду Гонкурівської премії, роман отримав Ґонкурівську премію ліцеїстів, внаслідок чого на шість місяців потрапив до списку бестселерів. Роман «Блискуче майбутнє» є сплавом автобіографічних мотивів та романного письма. Він простежує життя жінки, яка народилася 1936 року в Румунії, звідки врешті втекла зі своїм чоловіком-євреєм, щоб емігрувати до Сполучених Штатів. Сподіваючись запропонувати своєму синові «світле майбутнє», вона натомість побачила, що це майбутнє скомпрометовано появою в його житті іншої жінки, французької невістки.
Роман «Нью-Йорк. Щоденник одного циклу» (фр. New York, Journal d’un cycle), який вийшов 2009 року, є оповіддю з фотографіями, які з’явилися в колекції «Traits et portraits», редакторкою якої була Колетт Феллус у Mercure de France. Ця історія сягає приблизно дванадцяти років тому і за стилем ближча до романів «Насолода» та «Сповідь скнари». У творі описано сварки подружжя навколо бажання мати дитину, на тлі нью-йоркського пейзажу, сповненого насильства, інтенсивного руху та неочікуваних появ. «Цикл» — це одночасно і менструальний цикл оповідачки, і велосипед, на якому вона проводить дні в Нью-Йорку, мчить вулицями й шукає внутрішній спокій.
Роман «Католицьке виховання» (фр. Une éducation catholique), який вийшов 2014 року, розповідає історію дитинства оповідачки Марі, яку виховували батько-католик і мати-атеїстка єврейського походження. Починаючи з релігійної освіти оповідачки, оповідь розширюється до роздумів про віру, сексуальність, що виникає, і потребу створити богів.
Роман «Інший, якого ми обожнювали» (фр. L'autre qu'on adorait), який вийшов 2016 року, був одним із чотирьох фіналістів Гонкурівської премії. Він отримав чотири нагороди: Вибір Гонкурівської премії Бельгії, Вибір Гонкурівської премії Румунії, Вибір Гонкурівської премії Словенії, Вибір Гонкурівської премії Швейцарії.
«Життя Девіда Гокні: роман» (фр. Vie de David Hockney: roman), який вийшов 2018 року, розповідає про життя англійського художника Девіда Гокні. Кюссе написала роман ще до того, як зустрілася з Гокні, і черпала натхнення з опублікованих біографій та інтерв’ю художника. Книжку було відзначено премією Prix Anaïs-Nin, перекладено англійською мовою, її опублікувало видавництво Other Press 2019 року під назвою «Життя Девіда Гокні: роман».

## Нагороди та визнання
1995: фіналіст Премії Фемінa за роман «Цілком невинно».
2000: Grand Prix des lectrices de Elle за роман «Проблеми з Джейн»
2007: кавалер ордену мистецтв і літератури
2008: Гонкурівська премія ліцеїстів за роман «Блискуче майбутнє»
2013: Аркашонська літературна премія за роман «Індиго»
2016: фіналіст Гонкурівської премії, роман «Інший, якого ми обожнювали»
2016: Вибір Гонкурівської премії Бельгії, роман «Інший, якого ми обожнювали» 
2016: Вибір Гонкурівської премії Румунії, роман «Інший, якого ми обожнювали» 
2016: Вибір Гонкурівської премії Словенії, роман «Інший, якого ми обожнювали»
2016: Вибір Гонкурівської премії Швейцарії, роман «Інший, якого ми обожнювали»
2016: Офіцер Ордену мистецтв і літератури
2018: Премія Анаїс Нін за «Життя Девіда Гокні»

### Романи французькою мовою
- Румунська блуза /La blouse roumaine, Париж, Gallimard, 1990. Folio edition 2015.
- Цілком невинно /En toute innocence, Париж, Gallimard, 1995. Folio edition 2001.
- Щиро ваша /À vous, Париж, Gallimard, 1996. Folio edition 2003.
- Насолода /Jouir, Париж, Gallimard, 1997. Folio edition 1999.
- Проблема з Джейн /Le problème avec Jane, Paris, Gallimard, 1999. Folio edition 2018. Grand prix des lectrices de Elle, 2000.
- Сімейна ненависть /La haine de la famille, Париж, Gallimard, 2001. Folio edition 2002.
- Сповідь скнари  /Confessions d'une radine, Paris, Gallimard, 2003. Folio edition 2004.
- Перехресні кохання /Amours transversales, Париж, Gallimard, 2004. Folio edition 2005.
- Блискуче майбутнє /Un brillant avenir, Париж, Gallimard, 2008. Folio edition 2010. Ґонкурівська премія ліцеїстів, 2008.
- Нью-Йорк. Щоденник одного циклу /New York, Journal d'un cycle, Париж, Mercure de France, 2009. Folio edition 2011.
- Індиго /Indigo, Париж, Gallimard, 2013. Folio edition 2014.
- Католицьке виховання /Une éducation catholique, Париж, Gallimard, 2014. Folio edition 2016.
- Ліва частина пляжу /Le côté gauche de la plage, Брест, Dialogues, 2015.
- Інший, якого ми обожнювали /L'autre qu'on adorait, Париж, Gallimard, 2016. Folio edition 2018. Фіналіст Гонкурівської премії, 2016.
- Життя Девіда Гокні /Vie de David Hockney: roman, Париж, Gallimard, 2018. Премія Анаїс Нін, 2018.
- Визначення щастя /La définition du bonheur, Париж,

### Романи, перекладені англійською мовою
- Історія Джейн, Нью-Йорк, Саймон і Шустер, 2001.
- Життя Девіда Гокні: Роман, Нью-Йорк, Інша преса, 2019.

### Документальна література
- Без завтра: Етика насолоди у французькому Просвітництві /No Tomorrow: The Ethics of Pleasure in the French Enlightenment, University of Virginia Press, 1999.

## Переклади українською
2017 року у видавництві «К.І.С.» вийшов український переклад роману «Блискуче майбутнє», перекладачка — Марина Марченко.

## Зовнішні посилання
- Офіційний веб-сайт
- Твори Кетрін Кассет або про неї в бібліотеках (каталог WorldCat )